# 1193
1193 (MCXCIII) je bilo navadno leto, ki se je po julijanskem koledarju začelo na petek.

## Dogodki

### Evropa

#### Kralj Rihard v nemškem zaporu
- januar-marec - Avstrijski vojvoda Leopold V. ima v gradu Dürnstein zaprtega angleškega kralja Riharda Levjesrčnega.↓
- 28. marec → Leopold V. preda Riharda rimsko-nemškemu cesarju Henriku VI., ki ga obtoži, da je naročil umor Konrada Montferraškega. Obtožuje ga tudi podpore upornemu velfovskemu svaku Henriku Levu in paktiranja s sicilskim kraljem Tankredom iz Lecce.
- 31. marec - Henrik VI. prestavi Riharda v grad Trifels.
- Med Rihardovo odsotnostjo se Filip II. polasti velikega dela Normandije, vključno s strateškim Vexinom.
- Rihardova mati in regentinja Eleanora Akvitanska posreduje pri Henriku VI. za izpustitev Riharda, ki jo Henrik pogojuje z izjemno visoko odkupnino 150.000 mark, kar je triletni prihodek angleške krone. Eleanora začne z zbiranjem odkupnine z višanjem davkov in zaplembo cerkvenih financ.↓
- → Ob novici, da je z ujetjem Riharda bil kršen institut križarstva, papež Celestin III. izobči vojvodo Leopolda V. in cesarja Henrika VI.
- Ker Eleanora Akvitanska uspešno zbira zahtevano vsoto za Rihardovo odkupnino, Rihardov brat Ivan in francoski kralj Filip II. ponudita Henriku VI. vsoto 80.000 mark, da bi čim dlje zavlačeval z izpustitvijo. Njuno ponudbo cesar zavrne.

#### Ostalo po Evropi
- 15. avgust - Poroka med francoskim kraljem Filipom II. in dansko princeso Ingeborg, hčerko kralja Valdemarja I.. Po poročni noči se je poskuša Filip II. odkrižati in poslati nazaj na Dansko. Hkrati pri papežu zahteva razveljavitev zakona.
- Papež Celestin III. razglasi novo križarsko vojno proti poganskim Slovanom in Baltom.
- Praški škof Bržetislav vrže z oblasti vojvodo Otokarja I.
- Kölnski nadškof Bruno III. Berški se upokoji. Nasledi ga Adolf iz Altene.
- Henry FitzAilwin - prvi poimensko omenjeni londonski župan.
- Vojna med Trevisom in Oglejskim patriarhatom, ki popolnoma opustoši okolico Trevisa.

### Azija

#### Bližnji vzhod
- 4. marec - Umre ajubidski sultan Sirije, Egipta in Jemna Saladin. Za sabo pusti prazno, od nenehnih vojn izčrpano državno blagajno. Ozemeljsko dediščino si razdelijo njegovi sinovi. Levji delež pripada sinovoma Al-Azizu (Egipt) in Al-Afdalu (Damask).
- 23. september - Umrlega velikega mojstra viteza templarjev Roberta de Sabla nasledi Gilbert Horal, 12. po seznamu.

#### Daljni vzhod
- 14. september - Šogun Minamoto Joritomo ukaže usmrtiti generala Minamotoa Norijorija.
- Umrlega cesarja Zahodne Xie Renzonga nasledi sin Huanzong.

#### Južna Azija
- S smrtjo horezmijskega vladarja Khorasana Sultana Šaha se celotna horezmijska kraljevina zopet združi pod njegovim rivalom in bratom Ad-Din Tekešem.
- Turko-perzijski Guridi pod vodstvom sultana Muhammada Ghurija osvojijo večino Bengalije. ↓
- → Eden od guridskih vojaških oddelkov pod vodstvom mameluškega generala Muhamada Hildžija uniči budistično univerzo Nalando,  zadnje budistično središče v Indiji. Vse menihe pobijejo, medtem ko požig obsežne knjižnice traja nekaj mesecev.

## Rojstva
- Albert Veliki, nemški filozof, teolog, naravoslovec, škof in svetnik († 1280)
- Altejid, ciprski filozof († 1262)
- Friderik Isenberški, grof, izobčenec († 1226)
- Ivan III. Dukas Vatatzes, nikejski cesar († 1254)
- Julija Lieška, belgijska redovnica in svetnica († 1258)
- Klara Asiška, italijanska redovnica, svetnica, ustanoviteljica klaris († 1253)
- Kudžo Michiie, japonski regent († 1252)
- Matija II., vojvoda Zgornje Lorene († 1251)

## Smrti
- 4. marec - Saladin, sultan Egipta in Sirije (* 1137)
- 14. september - Minamoto Norijori, japonski bojevnik (* 1156)
- 23. september - Robert de Sable, 11. veliki mojster vitezov templarjev
- 23. december - Thorlak Thorhallsson, islandski svetnik, škof Skalholta (* 1133)
- 24. december - Roger III., sicilski sokralj (* 1175)

Neznan datum
- Balian Ibelinski, križarski baron Ibelina, Caymonta (* 1143)
- Burgundij iz Pise, italijanski pravnik
- Düsum Khyenpa, tibetanski lama budistične ločine Karma Kagyu (* 1110)
- Eufrozina Kijevska, princesa, ogrska kraljica (* okoli 1130)
- Fan Chengda, kitajski pesnik (* 1126)
- Matej iz Ajella, italonormanski državnik
- cesar Renzong, dinastija Zahodna Xia (* 1124)
- Sultan Šah, horezmijski (proti)sultan